# Sokolovići, Rudo
Sokolovići (în sârbă Соколовићи) este un sat din Bosnia și Herțegovina. Se află în comuna Rudo și  în Republika Srpska, o entitate din statul modern Bosnia și Herțegovina. În anul 1971 satul avea 71 de locuitori, în 1981 satul avea 60 de locuitori, în 1991 satul avea 49 de locuitori, iar în 2013, conform rezultatelor recensământului bosniac, acesta avea 23 de locuitori.

## Istorie
Mehmed Pașa Socolovici (un ienicer și Mare Vizir al Imperiului Otoman în 1565–1579) s-a născut aici, în 1505. După ce a preluat funcția în acest post înalt al statului, Mehmed Pașa a construit mai multe clădiri în satul său natal, o moschee, kuttab (școală elementară), alimentare cu apă, fântână din piatră. El și-a dus părinții, frații și alte rude la Constantinopol unde i-a convertit la islam, dar, deoarece mama sa nu a dorit să-și părăsească casa, el i-a promis că va construi o biserică creștină, care nu a mai fost realizată până la urmă.
Tot aici s-a născut dușmanul său de moarte, generalul otoman Lala Mustafa Pașa, mare vizir al Imperiului Otoman (28 aprilie - 7 august 1580).
S-au păstrat rămășițele zidurilor fântânii satului din piatră. Moscheea a fost distrusă în Prima Răscoală Sârbă, în 1804. Ortodocșii din Sokolovići spun că Manastirea Piva din Muntenegru a fost construită cu materialele strânse de Mehmed Pașa pentru biserica neconstruită din Sokolovići și că Pașa este înfățișat în fresce ca un prinț creștin al satului, cu kaftan și kalpak.

## Geografie
Sokolovići este situat în extremitatea estică a Republicii Srpska în apropiere de Serbia. Satul se află în regiunea montană a cursului inferior a râului Lim, cu aproximativ douăzeci de kilometri înainte de confluența sa cu râul Drina, la o altitudine medie de aproximativ 400 de metri deasupra nivelului mării.
Zona are un climat continental pronunțat, cu o influență ușoară ocazională a climatului mediteranean. Iernile au temperatura medie de -8° C și verile au o temperatură medie de aproximativ 26 °C.

## Demografie

### Distribuția populației (1991)
În 1991, satul avea 49 de locuitori, cu următoarele naționalități declarate:
Conform rezultatelor recensământului bosniac din 2013, satul Sokolovići avea 23 de locuitori.